# Садковщина (Минская область)
Са́дковщина (бел. Са́дкаўшчына) — деревня в составе Боровского сельсовета Дзержинского района Минской области Беларуси. Деревня расположена в 5 километрах от Дзержинска, 52 километрах от Минска и 8 километрах от железнодорожной станции Койданово.

## История
Известна с конца XVIII века, как деревня в Минском повете Минского воеводства Великого княжества Литовского, собственность Радзивиллов. После второго раздела Речи Посполитой (1793 год) в составе Российской империи. В середине XIX века деревня и имение принадлежали помещику И. Альшевичу. В конце XIX— начале XX века в Койдановской волости Минского уезда Минской губернии. В 1897 году Садковщина — это деревня, в которой проживали 59 жителей и одноимённый фольварк, в котором 2 двора, 13 жителей.
В 1917 году в деревне насчитывалось 11 дворов, 71 житель, в усадьбе — 2 двора, 14 жителей. С 9 марта 1918 года в составе провозглашённой Белорусской Народной Республики, однако фактически находилась под контролем германской военной администрации. С 1 января 1919 года в составе Советской Социалистической Республики Белоруссия, а с 27 февраля того же года в составе Литовско-Белорусской ССР, летом 1919 года деревня была занята польскими войсками, после подписания рижского мира — в составе Белорусской ССР. С 20 августа 1924 года в составе Макавчицкого сельсовета Койдановского района Минской округа. 29 июля 1932 года Койдановский район был переименован в Дзержинский. С 23 марта 1932 года в составе Койдановского местечкового совета, с 31 июля 1937 года в составе Минского района, с 4 февраля 1939 года вновь в составе Дзержинского района, с 20 февраля 1938 года в Минской области. В годы коллективизации организован колхоз. В 1926 году, по данным первой всесоюзной переписи в Садковщине насчитывается 15 дворов, проживают 80 жителей. По данным переписи 1939 года в Садковщине 15 хозяйств и 140 жителей.
В Великую Отечественную войну с 28 июля 1941 года до 7 июля 1944 года деревня была оккупирована немецко-фашистскими захватчиками, на фронте погиб 1 житель деревни.
Утром 2 февраля 1943 карательный отряд полицаев отдельного батальона СС «Дирлевангера» из Дзержинска внезапно окружил со всех сторон деревню. Жители в это время занимались хозяйственными работами. Во дворы начали вторгаться каратели и ударами примеров начали выгонять из домов сельчан. Всех согнали во двор Живицких, в огромный сарай. Немцы обложили сарай соломой и подожгли. Тех, кто пытался выскочить из огня, беспорядочно пронизывали очередью. Вторая группа карателей грабила дома и сараи жителей Садковщины. Все награбленное собиралась в обоз. Около 14:00 были подожжены всего 15 домов с хозяйственными постройками. Одна жительница деревни, видя облаву, быстренько собрала своих и чужих детей, которых смогла найти, всего 8 человек, и отправила их в кустарник в сторону деревни Дягильно, что и спасло их.
Антон Иванович Милошевский, 1911 года рождения, уроженец деревни Наквасы, в начале войны жил в Дзержинске. Был призван в Красную армию, попал в окружение и в плен около деревни Ферма-Гай, сидел в тюрьме в Минске, был вывезен в Германию, вернулся из плена в 1945 году. Восстанавливал и отстраивал Садковщину и тут же остался жить. Он рассказал следующую версию произошедшей трагедии: «Нашу деревню полицаи сожгли ошибочно. Оказывается, переводчица не совсем верно перевела название деревни — в немецких документах значилась деревня Садовщина. А это деревня — в Путчинском сельсовете. Деревня Садовщина находилась в Путчинской партизанской зоне, и, по-видимому, именно на нее была направлена карательная операция».
После войны деревня была восстановлена. В 1957 году на могиле жертв фашизма поставлен памятник-стела с надписью «Здесь похоронены 96 человек советских граждан деревни Садковщина, зверски замученных 2 февраля 1943 года немецкими захватчиками».
Деревня увековечена в мемориальном комплексе «Хатынь».

## Население
| Численность населения (по годам) | Численность населения (по годам) | Численность населения (по годам) | Численность населения (по годам) | Численность населения (по годам) | Численность населения (по годам) | Численность населения (по годам) | Численность населения (по годам) | Численность населения (по годам) | Численность населения (по годам) |
| 1897                             | 1909                             | 1917                             | 1926                             | 1940                             | 1943                             | 1960                             | 1991                             | 1996                             | 1999                             |
| -------------------------------- | -------------------------------- | -------------------------------- | -------------------------------- | -------------------------------- | -------------------------------- | -------------------------------- | -------------------------------- | -------------------------------- | -------------------------------- |
| 72                               | ↗77                              | ↗85                              | ↘80                              | ↗140                             | ↘8                               | ↗50                              | ↘19                              | ↘18                              | ↘11                              |
| 2004                             | 2009                             | 2017                             | 2018                             | 2020                             | 2022                             |                                  |                                  |                                  |                                  |
| ↘5                               | ↘4                               | ↘3                               | ↗4                               | ↗5                               | ↗13                              |                                  |                                  |                                  |                                  |

## Достопримечательность
- Памятник-стела